# Chas (Puy-de-Dôme)
Pour les articles homonymes, voir Chas.
Chas est une commune française, située dans le département du Puy-de-Dôme en région Auvergne-Rhône-Alpes.
Elle fait partie de l'aire d'attraction de Clermont-Ferrand.
Ses habitants sont appelés les Chassois et les Chassoises.

## Géographie

### Localisation
Quatre communes sont limitrophes :
|          | Vassel |         |
| Chauriat | Chas   | Espirat |
|          |        | Billom  |

### Voies de communication et transports

#### Voies routières
Le territoire communal est traversé par les routes départementales 81 (reliant Chauriat à l'ouest et Espirat à l'est), 81b et 151 (vers Tinlhat, village situé à l'ouest de Billom au sud de Chas).

#### Transports en commun
La commune est desservie par la ligne P25 du réseau interurbain Cars Région Puy-de-Dôme, géré par le conseil régional d'Auvergne-Rhône-Alpes (gare routière de Clermont-Ferrand ↔ Vertaizon ↔ Chauriat ↔ Chas).

### Climat
Pour des articles plus généraux, voir Climat d'Auvergne-Rhône-Alpes et Climat du Puy-de-Dôme.
En 2010, le climat de la commune est de type climat océanique dégradé des plaines du Centre et du Nord, selon une étude du Centre national de la recherche scientifique s'appuyant sur une série de données couvrant la période 1971-2000. En 2020, Météo-France publie une typologie des climats de la France métropolitaine dans laquelle la commune est exposée à un climat de montagne ou de marges de montagne et est dans la région climatique  Nord-est du Massif Central, caractérisée par une pluviométrie annuelle de 800 à 1 200 mm, bien répartie dans l’année. 
Pour la période 1971-2000, la température annuelle moyenne est de 11,2 °C, avec une amplitude thermique annuelle de 16,4 °C. Le cumul annuel moyen de précipitations est de 752 mm, avec 9 jours de précipitations en janvier et 7,1 jours en juillet. Pour la période 1991-2020, la température moyenne annuelle observée sur la station météorologique de Météo-France la plus proche, « Fayet-le-Château », sur la commune de Fayet-le-Château à 12 km à vol d'oiseau, est de 11,2 °C et le cumul annuel moyen de précipitations est de 889,9 mm,. Pour l'avenir, les paramètres climatiques de la commune estimés pour 2050 selon différents scénarios d'émission de gaz à effet de serre sont consultables sur un site dédié publié par Météo-France en novembre 2022.

## Urbanisme

### Typologie
Au 1er janvier 2024, Chas est catégorisée ceinture urbaine, selon la nouvelle grille communale de densité à sept niveaux définie par l'Insee en 2022.
Elle est située hors unité urbaine. Par ailleurs la commune fait partie de l'aire d'attraction de Clermont-Ferrand, dont elle est une commune de la couronne,. Cette aire, qui regroupe 209 communes, est catégorisée dans les aires de 200 000 à moins de 700 000 habitants,.

### Occupation des sols
L'occupation des sols de la commune, telle qu'elle ressort de la base de données européenne d’occupation biophysique des sols Corine Land Cover (CLC), est marquée par l'importance des territoires agricoles (90 % en 2018), en diminution par rapport à 1990 (100 %). La répartition détaillée en 2018 est la suivante : terres arables (82 %), zones urbanisées (10 %), zones agricoles hétérogènes (8 %). L'évolution de l’occupation des sols de la commune et de ses infrastructures peut être observée sur les différentes représentations cartographiques du territoire : la carte de Cassini (XVIIIe siècle), la carte d'état-major (1820-1866) et les cartes ou photos aériennes de l'IGN pour la période actuelle (1950 à aujourd'hui).

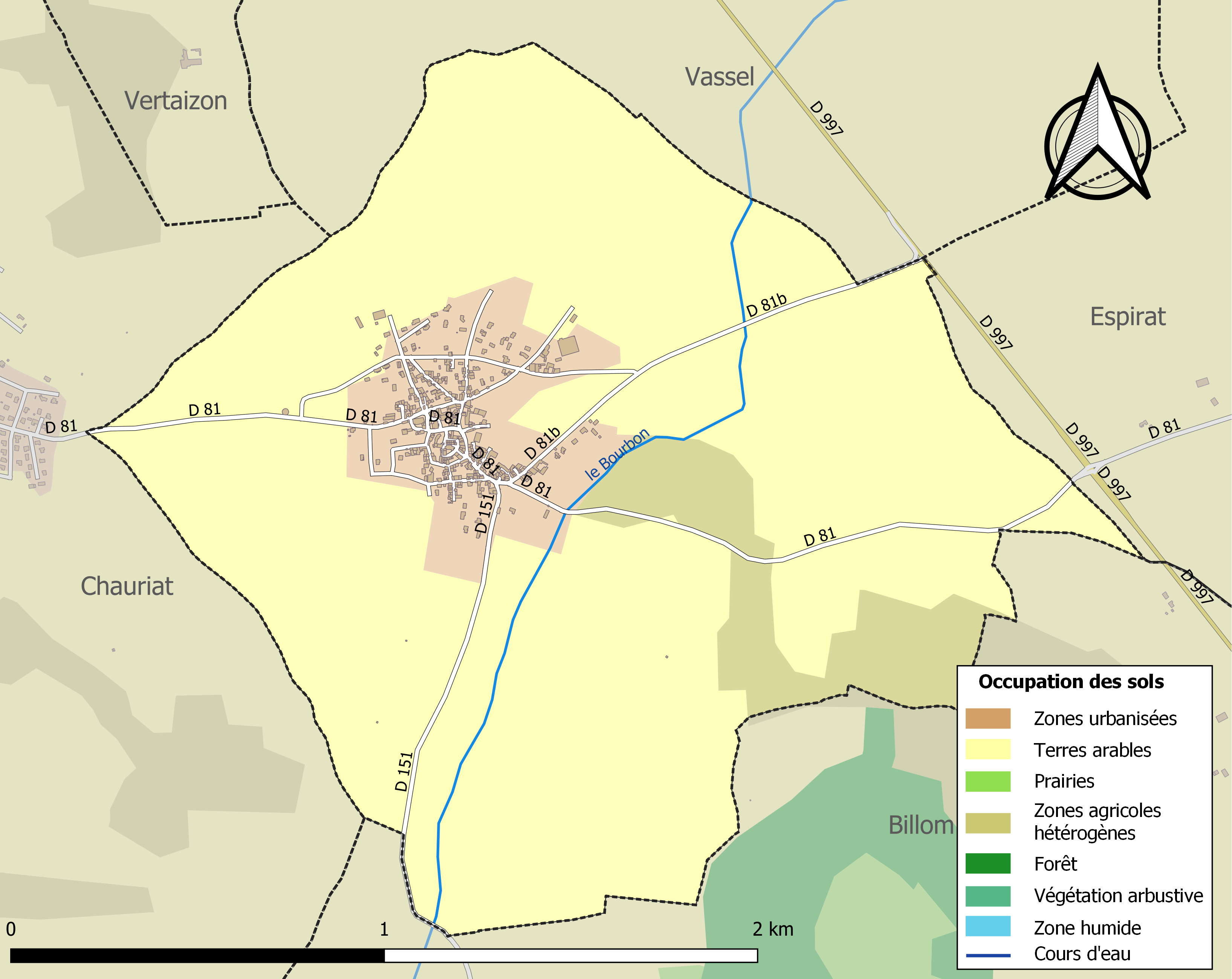
Carte des infrastructures et de l'occupation des sols de la commune en 2018 (CLC).

### Planification de l'aménagement
En vue de l'élaboration d'un plan local d'urbanisme intercommunal (PLUi) par la communauté de communes Billom Communauté, compétente en matière d'urbanisme, la carte communale, approuvée en 2004, dont disposait la commune, est abrogée par un arrêté préfectoral du 7 novembre 2019.

## Politique et administration

### Découpage territorial
La commune de Chas est membre de la communauté de communes Billom Communauté, un établissement public de coopération intercommunale (EPCI) à fiscalité propre créé le 1er janvier 2017 dont le siège est à Billom. Ce dernier est par ailleurs membre d'autres groupements intercommunaux.
Sur le plan administratif, elle est rattachée à l'arrondissement de Clermont-Ferrand, à la circonscription administrative de l'État du Puy-de-Dôme et à la région Auvergne-Rhône-Alpes. Auparavant, elle dépendait du district de Billom et du canton de Chaurias en 1793, puis du canton de Vertaison (et de Vertaizon) de 1801 à 2015.
Sur le plan électoral, elle dépend du canton de Billom pour l'élection des conseillers départementaux, depuis le redécoupage cantonal de 2014 entré en vigueur en 2015, et de la quatrième circonscription du Puy-de-Dôme pour les élections législatives, depuis le dernier découpage électoral de 2010.

### Élections municipales et communautaires

#### Élections de 2020
Le conseil municipal de Chas, commune de moins de 1 000 habitants, est élu au scrutin majoritaire plurinominal à deux tours avec candidatures isolées ou groupées et possibilité de panachage. Compte tenu de la population communale, le nombre de sièges à pourvoir lors des élections municipales de 2020 est de 11. La totalité des onze candidats en lice est élue dès le premier tour, le 15 mars 2020, avec un taux de participation de 53,05 %.

#### Chronologie des maires
| Période                                  | Période                   | Identité              | Étiquette | Qualité                           |
| ---------------------------------------- | ------------------------- | --------------------- | --------- | --------------------------------- |
| Les données manquantes sont à compléter. |                           |                       |           |                                   |
| 1800                                     | 1814                      | Etienne Escot-Fournet |           |                                   |
| 1814                                     | 1822                      | de Lassaux            |           |                                   |
| 1822                                     | 1825                      | Etienne Escot         |           |                                   |
| 1825                                     | 1831                      | Alexandre Escot       |           |                                   |
| 1831                                     | 1855                      | Henri Escot-Pradel    |           |                                   |
| 1855                                     | 1872                      | Léon Escot            |           |                                   |
| 1872                                     | 1881                      | Pierre Arnaud         |           |                                   |
| 1881                                     | 1888                      | Eugène Escot          |           |                                   |
| 1888                                     | 1895                      | Jean Balance          |           |                                   |
| 1895                                     | 1900                      | Jean-Baptiste Réol    |           |                                   |
| ...                                      | ...                       | ...                   | ...       | ...                               |
|                                          | mars 2008                 | Bernard Chalard       |           |                                   |
| mars 2008                                | mai 2018                  | Alain Chouvy          |           | Démissionne pour raisons de santé |
| mai 2018 (réélue en 2020)                | En cours (au 9 août 2020) | Bernadette Dutheil    |           | Retraitée                         |

## Équipements et services publics

### Enseignement
Chas dépend de l'académie de Clermont-Ferrand. Elle gère une école élémentaire publique.
Les collégiens vont au collège du Beffroi, à Billom, et les lycéens au lycée René-Descartes de Cournon-d'Auvergne pour les filières générales et sciences et technologies du management et de la gestion, ou au lycée La-Fayette de Clermont-Ferrand pour la filière sciences et technologies de l'industrie et du développement durable.

### Instances judiciaires
Chas dépend de la cour d'appel de Riom et des tribunaux judiciaire et de commerce de Clermont-Ferrand.

## Population et société

### Démographie
L'évolution du nombre d'habitants est connue à travers les recensements de la population effectués dans la commune depuis 1793. Pour les communes de moins de 10 000 habitants, une enquête de recensement portant sur toute la population est réalisée tous les cinq ans, les populations de référence des années intermédiaires étant quant à elles estimées par interpolation ou extrapolation. Pour la commune, le premier recensement exhaustif entrant dans le cadre du nouveau dispositif a été réalisé en 2006.

En 2022, la commune comptait 368 habitants, en évolution de −1,34 % par rapport à 2016 (Puy-de-Dôme : +2,1 %, France hors Mayotte : +2,11 %).
| 1793 | 1806 | 1821 | 1831 | 1836 | 1841 | 1846 | 1851 | 1856 |
| ---- | ---- | ---- | ---- | ---- | ---- | ---- | ---- | ---- |
| 509  | 588  | 616  | 611  | 593  | 559  | 535  | 526  | 519  |

| 1861 | 1866 | 1872 | 1876 | 1881 | 1886 | 1891 | 1896 | 1901 |
| ---- | ---- | ---- | ---- | ---- | ---- | ---- | ---- | ---- |
| 503  | 502  | 476  | 472  | 442  | 408  | 438  | 440  | 409  |

| 1906 | 1911 | 1921 | 1926 | 1931 | 1936 | 1946 | 1954 | 1962 |
| ---- | ---- | ---- | ---- | ---- | ---- | ---- | ---- | ---- |
| 395  | 366  | 300  | 309  | 289  | 283  | 268  | 257  | 229  |

| 1968 | 1975 | 1982 | 1990 | 1999 | 2006 | 2011 | 2016 | 2021 |
| ---- | ---- | ---- | ---- | ---- | ---- | ---- | ---- | ---- |
| 215  | 225  | 215  | 268  | 291  | 360  | 373  | 373  | 374  |

| 2022 | - | - | - | - | - | - | - | - |
| ---- | - | - | - | - | - | - | - | - |
| 368  | - | - | - | - | - | - | - | - |

## Culture locale et patrimoine

### Lieux et monuments

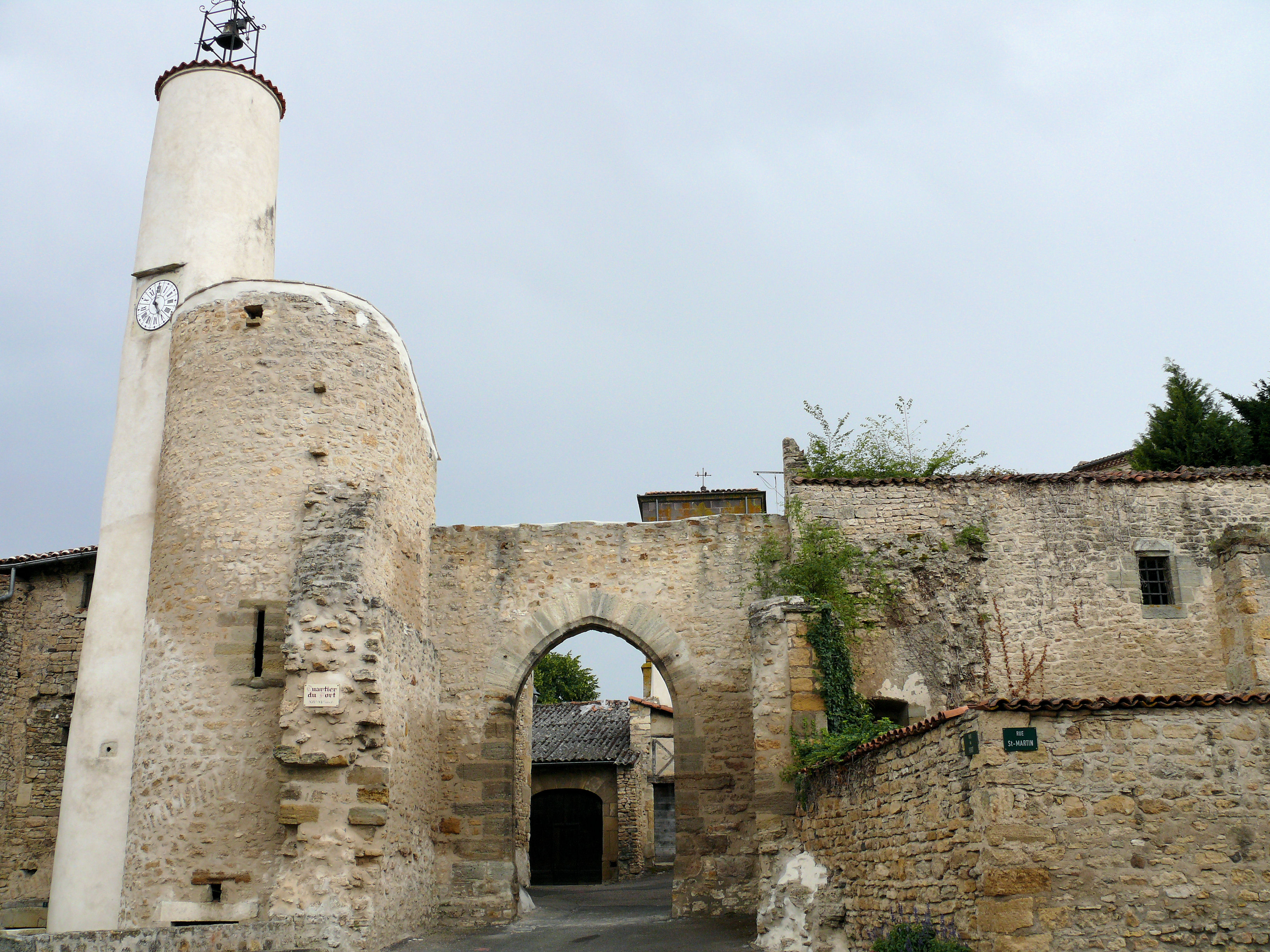
Ancienne porte fortifiée.

Le village de Chas est un ancien bourg fortifié possédant plusieurs monuments classés ou inscrits au titre des Monuments historiques :
- l'ancienne porte fortifiée[32], inscrite à l'inventaire supplémentaire des Monuments historiques le 2 mars 1979 ;
- la Fontaine de Chas[33], classé Monument historique le 11 décembre 1895 ;
- l'église Saint-Martin[34], située au centre de l'ancien village, inscrite le 21 mai 1969.